# Mamou (États-Unis)
Pour les articles homonymes, voir Mamou.
Mamou est une ville de la paroisse d'Évangéline, en Louisiane, dans le Sud des États-Unis. En 2000, sa population était de 3 566 habitants.

## Histoire
Trois hypothèses sont avancées sur l'origine de la toponymie du nom de Mamou. Historiquement, le nom date de la colonisation française des Amériques. Les colons français ont dénommé ce lieu Mamou à l'époque de la Louisiane française. Mamou peut désigner le patronyme français d'un des colons, car cet endroit était appelé la prairie Mamou, peut-être en raison également du nom d'un chef d'une tribu amérindienne ; Mamou peut également signifier le mot mammouth, après la vente de la Louisiane par Napoléon Ier, les Américains appelèrent ce lieu Mammouth Prairie, déformation phonétique de Mamou Prairie.
Après la déportation massive des Acadiens, lors du Grand Dérangement, depuis leur pays d'origine l'Acadie, nombre d'entre eux s'installèrent dans la région de l'Acadiana et dans la ville de Mamou[réf. nécessaire]. La culture Cajun s'est maintenue à travers la chanson et le parler.[réf. nécessaire]

## Culture acadienne
La ville de Mamou est depuis ses origines un centre musical pour la musique cadienne. La ville organise le Cajun Music Festival. Chaque année, Mamou célèbre également le mardi gras et son traditionnel Courir de Mardi Gras effectué à cheval par de nombreux participants.

## Folklore
Les "histoires de Pascal" sont un type de conte spécifique à Mamou. Ils consistent en des exagérations, des mensonges et des absurdités improvisées, sur les aventures d'un certain Pascal. Ils sont racontés de façon informelle dans les bars de la Sixième Rue, notamment au Fred's Lounge, accompagnant souvent d'autres activités comme des parties de cartes.

## Galerie photographique

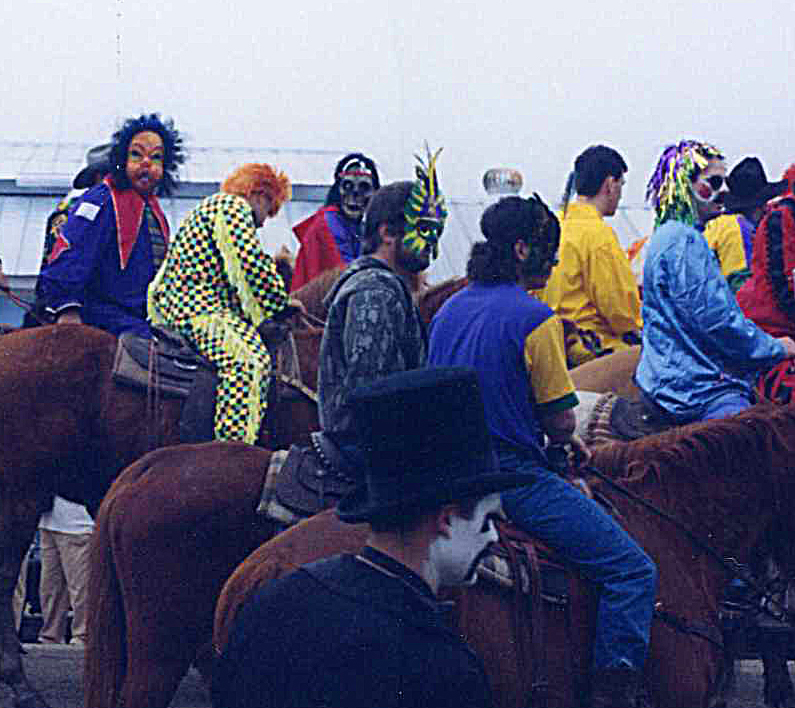
Le Courir de Mardi Gras à cheval
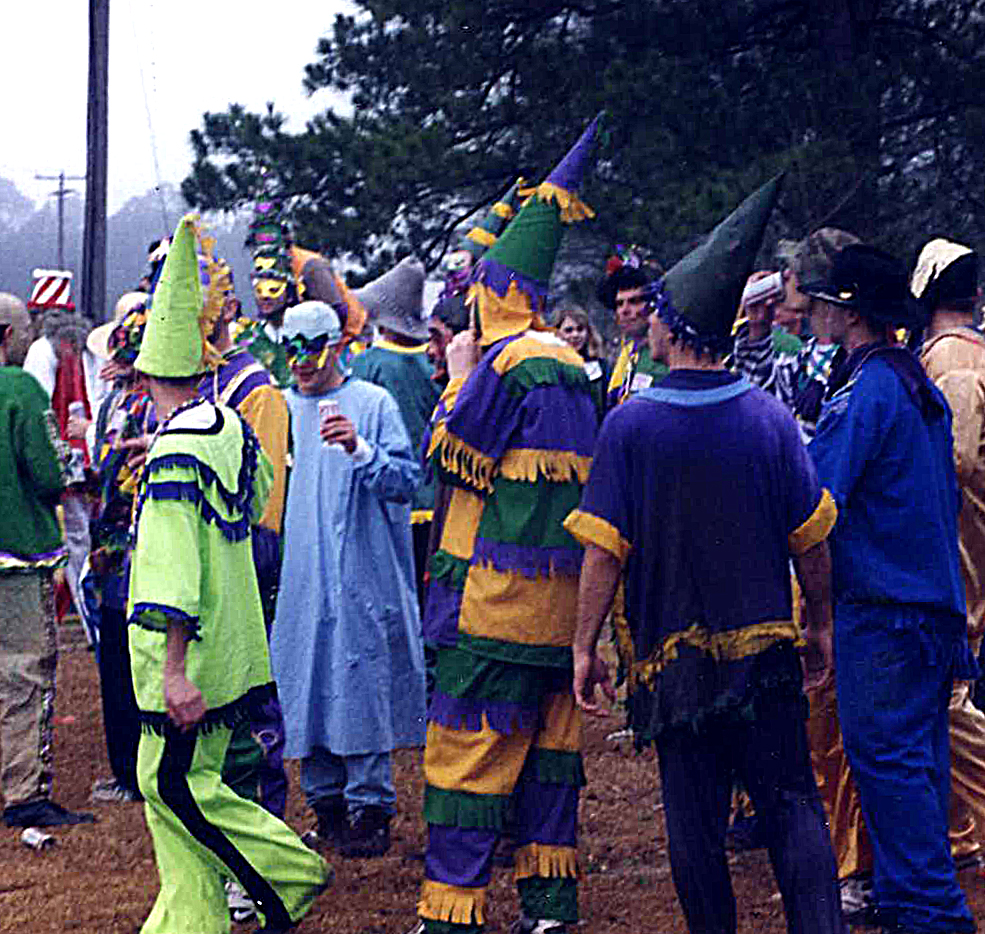
Déguisements lors de la fête du Mardi Gras
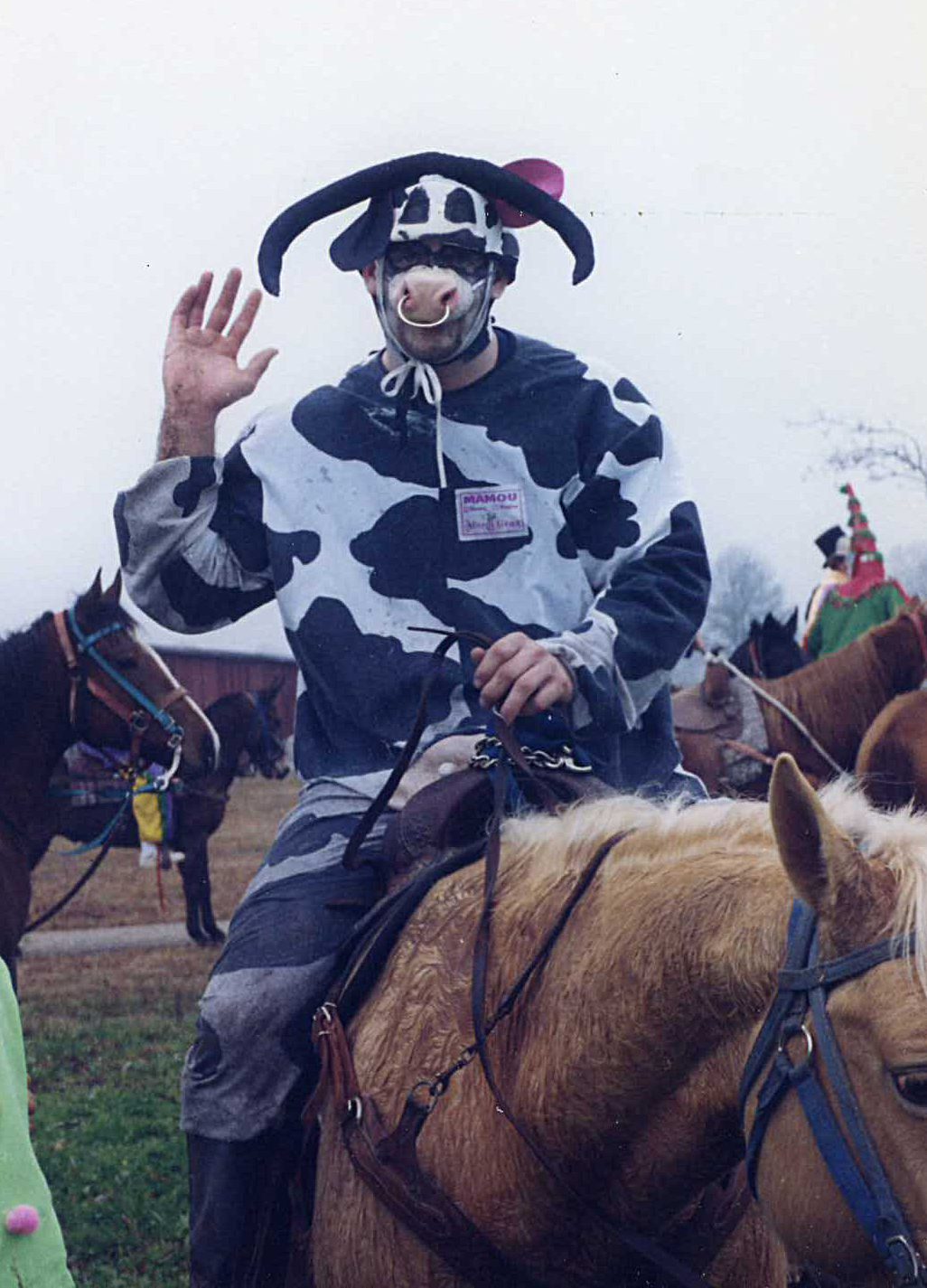
Cavalier costumé et masqué pour le Courir de Mardi Gras